# Site of Special Scientific Interest

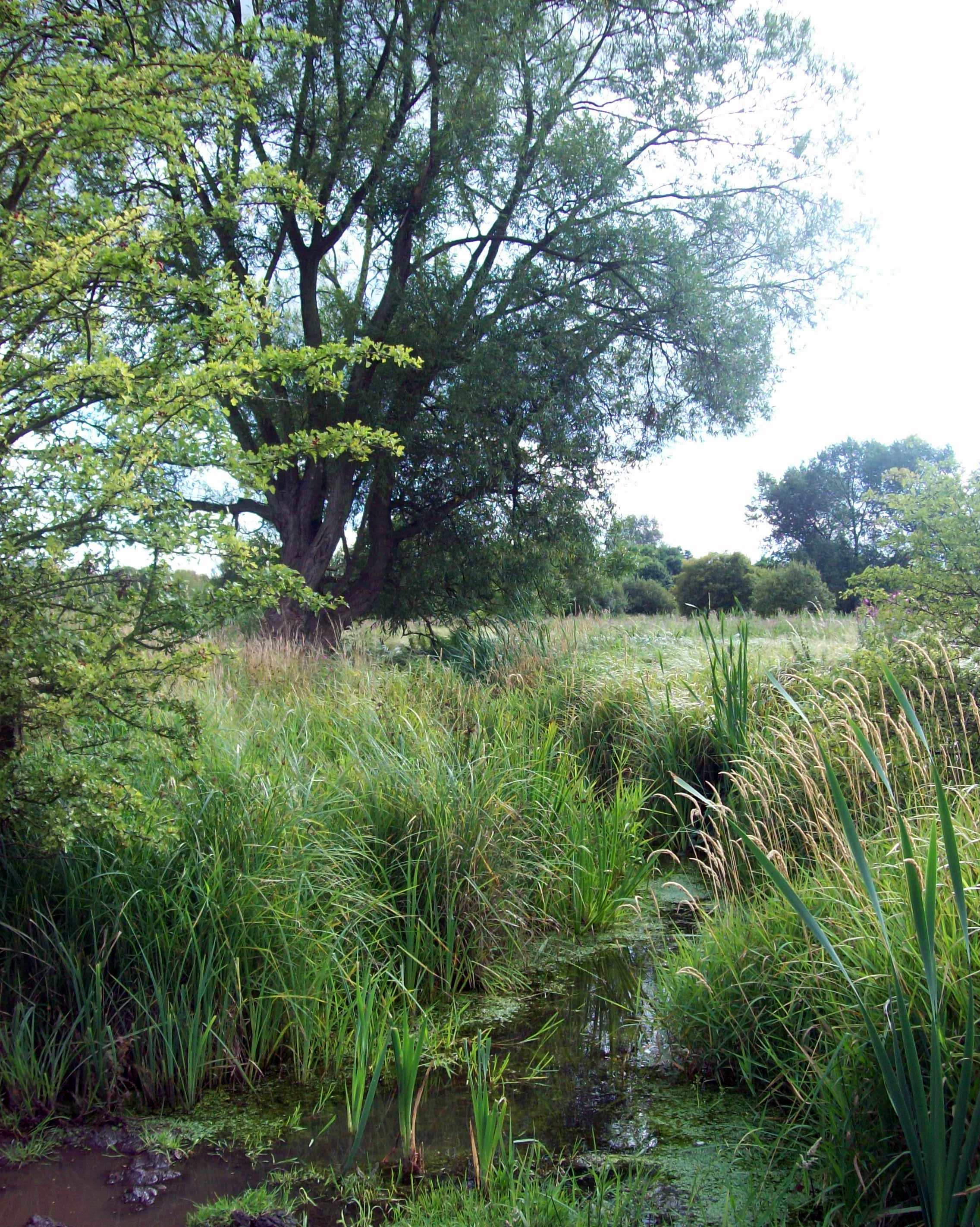
Jockey Fields ist eine SSSI im West Midlands Metropolitan County

 Eine Site of Special Scientific Interest (SSSI, „Stelle von besonderem wissenschaftlichen Interesse“), in Nordirland Area of Special Scientific Interest (ASSI, „Gebiet von besonderem wissenschaftlichen Interesse“) ist ein nach dem britischen Wildlife and Countryside Act von 1981 geschütztes Gebiet, das von besonderem Interesse für den Naturschutz ist.
SSSI sollen eine Serie von Gebieten bilden, die charakteristisch für Flora und Fauna, Geologie und Landschaften des Vereinigten Königreichs sind. Ursprünglich rief sie der National Parks and Access to the Countryside Act von 1949 ins Leben, im Wildlife and Countryside Act wurde ihre Gestalt jedoch grundlegend geändert.
Landeigentümer und -nutzer müssen eine Aufsichtsbehörde kontaktieren, bevor sie Veränderungen am Land und seiner Nutzung vornehmen. In den einzelnen Teilen des Vereinigten Königreichs sind dies Natural England (Nachfolgeorganisation von English Nature), Countryside Council for Wales, NatureScot (bis 2020 Scottish Natural Heritage) und Northern Ireland Environment Agency. Diese Organisationen bestimmen auch, welches Gebiet als SSSI bezeichnet werden, wobei lokale Behörden und Landeigentümer Widerspruchsrechte haben. Die größten SSSIs im Vereinigten Königreich sind The Wash mit 66.000 geschützten Hektar und die North York Moors mit 44.000 Hektar.